# Nusa Kambangan
Nusa Kambangan é uma ilha do Oceano Índico, separada por um estreito da costa meridional de Java, frente ao porto de Cilacap. A sua área é de 121 km². Administrativamente, a ilha faz parte do kabupaten de Cilacap na província de Java Central.
A ilha tem uma prisão de alta segurança onde ficam detidos os prisioneiros mais perigosos do país, nomeadamente assassinos, terroristas, traficantes de droga e condenados por alta corrupção.

## História
Nusa Kambangan foi convertida em prisão em 1920. O governo colonial das Índias Orientais Neerlandesas aí construiu uma prisão para criminosos e dissidentes políticos.

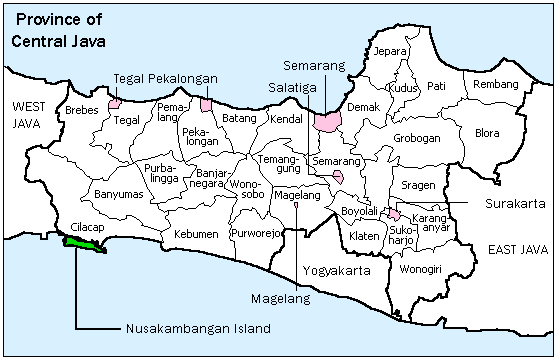
Localização de Nusa Kambangan (a verde na imagem)

Com a independência, Nusa Kambangan continuou a ser uma prisão. Sob o governo de Suharto, centenas de dissidentes políticos foram presos nesse local. A maioria eram ex-membros do Partido Comunista Indonésio, organização proibida.
Em 1996, a ilha foi finalmente aberta ao público como um destino turístico.
Nusa Kambangan também serviu como uma casa para os refugiados. Em 2001, 140 afegãos foram aí detidos quando, a caminho da ilha de Natal, o seu barco afundou. Mais de 90 deles conseguiram fugir em pequenas embarcações e chegar à Austrália.
A ilha também foi afetada pelo terremoto em Java, em Julho de 2006. Pelo menos 11 moradores desapareceram e 8 pessoas morreram, incluindo 2 prisioneiros da prisão Permisan.

## Ambiente

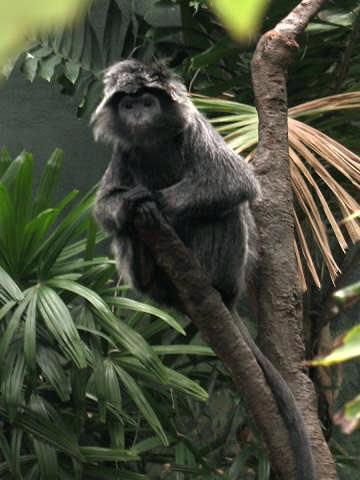
O lutung, um dos primatas de Nusa Kambangan

Nusa Kambangan está separada de Java pelo estreito chamado Segara Anakan. Pouco povoada, preservou a vida selvagem. A parte oriental é uma reserva natural. Há uma velha fortaleza neerlandesa na praia de Karangbandung.
A ilha conta com pelo menos 71 espécies de aves, 14 de répteis e diferentes espécies de mamíferos. 23 espécies de aves são protegidas, como o kuntul karang (egretta sacra), a garça-negra (ciconia episcopus), o bangau tongtong (leptoptilos javanicus), o haliaeetus leucogaster), o elang bondol (haliastur indus) e o elang bido (spilornis cheela). Entre os mamíferos protegidos estão a espécie panthera pardus), o muntiacus muntjak e o tragulus javanicus. Quatro dos seis primatas endémicos de Java - o lutung de Java (trachypithecus auratus), o macaca fascicularis, o presbytis comata e o kukang (nyctibus sp.) foram já avistados em Nusa Kambangan.

## Economia
Se se excluir os detidos, a população da ilha é de 3000 habitantes, a maior parte vivendo da pesca. Também há plantações de cautchu e de teca.

## As prisões
Há 9 prisões na ilha, 4 ainda em funcionamento: Permisan (construída em 1908), Batu (1925), Besi (1929) e Kembangkuning (1950). As outras são: Nirbaya (1912), Karanganyar (1912), Karangtengah (1928), Gliger (1929) e Limusbuntu (1935).
Todas, exceto Kembangkuning, foram construídas antes da independência. Batu é a mais conhecida.

## Prisioneiros célebres
- Pramoedya Ananta Toer, poeta e romancista, prisioneiro político.
- Bob Hasan, homem de negócios próximo do antigo presidente Suharto, por corrupção,
- Imam Samudra, Amrozi e Ali Gufron, condenados pelos atentados de Bali de 2002,  executados por fusilamento em 9 de novembro de 2008.[1],[2]
- Tommy Suharto, filho de Suharto, condenado por organizar o assassinato do juiz que o condenou por corrupção.[3],[4]
- Fabianus Tibo, Dominggus da Silva e Marianus Riwu, três homens condenados por provocação de um tumulto que provocou vítimas mortais em Celeves Central; foram executados.
- Os australianos Andrew Chan e Myuran Sukumaran, os líderes do chamado grupo de Bali Nine foram presos no aeroporto de Denpasar em abril de 2005 por tráfico de drogas e condenado em 2006 à execução por um pelotão de fuzilamento. Eles foram executados por fuzilamento em 29 de abril de 2015 no mesmo dia que Rodrigo Gularte também foi fuzilado.
- Marco Archer, foi o primeiro traficante brasileiro a ser executado na Indonésia e foi condenado a morte ao tentar levar 13,4 kg de cocaína escondidos dentro de um paraquedas, Ele foi executado por fuzilamento em 18 de janeiro de 2015.
- Rodrigo Gularte, assim como o Marco Archer, Rodrigo também foi o segundo brasileiro a ser executado na Indonésia e foi condenado a morte ao tentar levar cocaína escondida em oito pranchas de surf, Ele foi executado por fuzilamento em 29 de abril de 2015.

Nusa Kambangan também deteve centenas de membros da Gerakan Aceh Merdeka, libertados entretanto.